# Kamera za nadzor prometa
Kamera za nadzor prometa (tudi kamera rdeče svetlobe, kamera za varnost v cestnem prometu, kamera kot cestno pravilo, foto radar, foto izvršba, kamera za hitrost, Gatso, varnostna kamera, kamera avtobusnega vozišča, bliskavica za denar, varnostna-T-kamera, odvisno od uporabe) je kamera, ki se lahko namesti poleg ceste ali je nameščena v vozilu za izvrševanje, da zazna kršitve prometne ureditve, vključno s hitrostjo, vozila, ki gredo skozi rdečo luč, vozila, ki gredo skozi cestnino brez plačila, nepooblaščeno uporabo avtobusa, ali za evidentiranje vozil znotraj območja zastojev. Morda je povezana z avtomatiziranim sistemom vozovnic.
Najnovejši avtomatski sistemi za prepoznavanje registrskih tablic se lahko uporabijo za odkrivanje povprečnih hitrosti in zbujanje skrbi. Zaradi izgube zasebnosti in možnosti, da vlade vzpostavijo množični nadzor premikov vozil in s tem povezujejo tudi gibanje lastnika vozila, lastniki vozil pogosto zahtevajo po zakonu, da identificirajo voznika vozila in primer je bil predložen Evropskemu sodišču za človekove pravice, kateri so ugotovili, da človekove pravice niso bile kršene. Nekatere skupine, kot je Združenje nacionalnih motoristov v ZDA, trdijo, da sistemi "spodbujajo izvrševanje prihodkov" kot izrekanje ciljev.

## Uveljavljanje voznega pasu
Nekatere kamere za uporabo na avtobusnem pasu uporabljajo senzor na cesti, ki sproži kamero za prepoznavo številčne plošče, ki primerja registrsko tablico vozila s seznamom odobrenih vozil in zabeleženih slik drugih vozil. Drugi sistemi uporabljajo kamero, nameščeno v avtobusu, na primer v Londonu, kjer spremljajo rdeče poti, na katerih ustavljanje ni dovoljeno za noben namen (razen taksistov in lastnikov dovoljenj za parkiranje invalidov). 
V ponedeljek, 23. februarja 2009, je New York City napovedal testiranje foto kamer na avtobusnih pasovih na 34th Street v Midtown Manhattanu, kjer bi taksist v New Yorku, ki je nezakonito uporabljal avtobusne steze, dobil denarno kazen v višini 150 dolarjev, katero jo je razsodilo podjetje New York City Taxi in Limousine Komisija.
Oktobra 2013 je v Melbournu (Avstralija) letališče Melbourne predstavilo sedem avtomatskih registrskih tablic za prepoznavanje vozil v odprtem prostoru pred stavbo za nadzor avtobusnih pasov in zagotovilo polnilne točke glede na vrsto vozila in čas zadrževanja vsakega vozila. Vstopne in izhodne kamere določajo dolžino bivanja in zagotavljajo opozorila za neregistrirane ali vozila z zaskrbljenostjo prek zaslonov, e-poštnih sporočil ali SMS-jev. Ta sistem je bil prvi od prvih rešitev ANPR, ki temeljijo na dinamičnem senzorju.

## Rdeča svetlobna kamera
Rdeča svetlobna kamera je prometna kamera, ki vzame podobo vozila, katero gre skozi križišče, kadar sveti rdeča luč. Sistem stalno spremlja prometni signal in fotoaparat se sproži pri kateremkoli vozilu, ki vstopa v križišče nad predpisano najmanjšo hitrostjo in po določenem času, ko je signalna barva rdeča.
Rdeče svetlobne kamere so uporabljene tudi pri zajemanju kršiteljev pri pošiljanju sms besedil. V mnogih občinah policist nadzoruje kamere v nadzornem centru in zabeleži vse kršitve, vključno s pošiljanjem sms sporočil pri signalu rdeče barve.

## Uveljavljanje omejitve hitrosti
Za spremljanje skladnosti z omejitvami hitrosti se uporabljajo kamere za nadzor hitrosti, ki lahko uporabljajo Dopplerjev radar, LIDAR ali avtomatsko prepoznavanje registrske tablice. Uporabljajo se tudi drugi sistemi za izvrševanje hitrosti, ki ne temeljijo na principu kamer.
Fiksni ali mobilni sistemi kamere za hitrost, ki merijo čas, ki ga vozilo vozi med dvema ali več priznanimi oddaljenimi kraji (od nekaj sto metrov do nekaj sto kilometrov), se imenujejo avtomatske kamere za prepoznavanje registrskih tablic (ANPR). Te kamere vodijo vozila na določeni razdalji in nato izračunajo povprečno hitrost vozila v času prevožene poti.

## Uveljavljanje stop znaka
Leta 2007 je Mount Mountains Recreation in Conservation Authority (MRCA) v Kaliforniji postavil prve kamere stop znak v Združenih državah Amerike. Pet kamer se nahaja v državnih parkih, kot sta Park Franklin Canyon in Temescal Gateway Park. Upravljavec, Redflex Traffic Systems Inc., plača 20 dolarjev za vstopnico. Globa v navedku znaša 100 evrov. Leta 2010 je bila proti MRCA vložena tožba.

## Sistemi prepoznavanja registrske tablice
Avtomatsko prepoznavanje registrske tablice se lahko uporabi za namene, ki niso povezani z uveljavljanjem prometnih pravil. Načeloma lahko vsaka agencija ali oseba z dostopom do podatkov bodisi iz prometnih kamer ali kamer, nameščenih za druge namene, spremlja gibanje vozil za kateri koli namen.
V avstralskem sistemu SAFE-T-CAM se tehnologija ANPR uporablja za spremljanje voznikov tovornjakov na dolge razdalje, da bi zaznali izogibanje zakonsko predpisanim časom počitka voznika.
Sistem policije ANPR v Združenem kraljestvu hrani vsa vozila, ki prečkajo določene točke v nacionalnem cestnem omrežju in organom omogočajo, da spremljajo gibanje vozil in posameznikov po vsej državi.
V Združenem kraljestvu je leta 2005 londonska policija ustavila 80-letnega upokojenca Johna Catta in njegovo hčerko Lindo. Odrejena jima je bila preiskava vozila v skladu z oddelkom 44 Zakona o terorizmu iz leta 2000 in jima grozilo prijetje, če ne bosta odgovarjala na vprašanja. Ko so se uradno pritoževali, je bilo ugotovljeno, da so bili ustavljeni, ko so bili njihovi avtomobili zaznani s cestnimi kamerami ANPR CCTV; bilo je označeno v podatkovni bazi nacionalnih računalnikov policije, ko so jih videli v bližini demonstracij EDO MBM v Brightonu. Kritiki opozarjajo, da so bili Catts osumljeni kaznivega dejanja, vendar je policijski sistem ANPR privedel do tega, da so bili zaradi svoje povezanosti le tarča.
Fiksni sistemi fotoaparatov so lahko nameščeni v škatlah, ali so nameščeni na železnih stebrih ob cesti, ali pritrjeni na mostove po cesti ali na nadvozi ali mostove. Kamere je mogoče skriti, na primer v smetnjakih.
Mobilne kamere za hitrost so lahko ročne, pritrjene na stojalo ali nameščene na vozilu. V sistemih, ki so nameščeni na vozilu, se oprema za detekcijo in kamere lahko pritrdi na vozilo samega ali preprosto v stojalo, ki je nameščeno v notranjosti vozila in razporejeno okno ali vrata. Če je fotoaparat pritrjen na vozilo, vozilo za izvršitev ni nujno potrebno mirno in ga je mogoče premikati bodisi z ali proti pretoku prometa. V slednjem primeru se odvisno od smeri vožnje relativna hitrost ciljnega vozila dodaja ali odšteje od lastne hitrosti izvršilnega vozila, da se doseže njena dejanska hitrost. Merilnik hitrosti vozila kamere je treba natančno kalibrirati.
Nekatere sisteme za prepoznavanje registrskih tablic se lahko uporabljajo tudi iz vozil.